# House progressive
La house progressive est un sous-genre musical de la house. La house progressive émerge au début des années 1990. Il dérive initialement de la house américaine et européenne à la fin des années 1980. Le genre est largement influencé par la trance dans les années 1990, puis par la big room et l'eurodance au milieu des années 2000. En novembre 2014, le genre est élu premier genre sur TopDeejays.

## Terminologie
Dans le contexte de la musique populaire, le mot « progressive » est d'abord utilisé dans les années 1970 pour différencier les formes expérimentales de musique rock des styles populaires. De telles musiques adoptent une approche alternative de production rock. Quelques groupes tentent également d'améliorer les valeurs esthétiques du rock en incorporant des éléments sonores issus de la musique classique instrumentale. Cela mène à un style de musique appelé rock progressif.
Dans le disco, puis la house, une envie similaire de séparer les styles plus explorateurs des approches classiques se fait sentir lorsque les DJs et producteurs adoptent le mot « progressive » pour faire la distinction. Selon le DJ et producteur Carl Craig, le terme « progressive » est utilisé à Détroit au début des années 1980 en référence à l'italo disco. La musique est dite « progressive » du fait qu'elle se soit inspirée de l'euro disco de Giorgio Moroder plutôt que du disco inspiré par le son symphonique de la Philadelphia soul. À Détroit, avant l'émergence de la techno, des artistes comme Alexander Robotnick, Klein + M.B.O. et Capricorn comblent la place laissée vacante par la mort du disco en Amérique,. À la fin des années 1980, le critique musical Simon Reynolds intronise le terme de « dance progressive » pour décrire les albums de groupes comme 808 State, The Orb, Bomb the Bass et The Shamen. Entre 1990 et 1992, le terme « progressive » désigne un buzzword pour la « house progressive » dérivée de la house.

## Histoire
La house progressive émerge peu après la première vague de house music. Les racines de la house progressive peuvent être retracées au début des scènes rave et club des années 1990 au Royaume-Uni, en Europe, en Australie et en Amérique du Nord. Un mélange de house américaine, house britannique, house italienne, house allemande, et de techno se développe. Le terme est principalement utilisé comme label marketing pour différencier la new rave house de la house américaine traditionnelle. La house progressive est une musique séparée de l'acid house de Chicago. Le mot émerge de la scène rave autour de 1990 et 1992, et décrit un nouveau son house qui brise tout lien avec la house américaine. Gabriel & Dresden décrit Not Forgotten de Leftfield comme la première chanson de house progressive, qui est commercialisée en octobre 1990 ; il explique également que le label Guerilla Records de Will Orbit a aidé à faire grandir la scène du genre. Les albums Renaissance: The Mix Collection en 1994 et Northern Exposure en 1996 sont tous les deux considérés comme ayant établi le genre et les compilations mixées. Comme pour Guerilla Records, Deconstruction Records, Hooj Choons et Soma Records sont considérés comme cruciaux dans le genre.
Le label house progressive est souvent utilisé d'une manière interchangeable pour la trance à ses débuts. La house progressive a souvent été décrite comme anti-rave alors que sa popularité grimpe dans les clubs anglais, tandis que les styles plus centrés hardcore et dance sont fréquemment joués dans les raves. Dans les années 1990, une moyenne de 1 500 chansons house progressive étaient commercialisées chaque année. Au début des années 2000, le genre revient avec des sonorités plus électroniques. Le morceau à succès The Drill, sorti en 2005, rencontre un succès planétaire. L'année suivante, le producteur français Pakito popularise la house progressive en France et se hisse en première place des charts français et espagnols, avec sa reprise progressive de Living on Video. D'autres artistes français s'inscrivent dans cette mouvance, comme Tom Snare avec son tube Philosophy. Puis, le genre se modernisa peu à peu en piochant dans les codes de l'electro house, et de l'EDM de manière générale. Par la suite, le DJ et producteur Axwell contribua à la pérennité du genre en consacrant son label Axtone à la progressive, ou du moins, en très grande partie. Aussi, on peut également citer le nom d'Avicii, qui a commencé sa carrière en 2009 avec des titres progressive house, avant de s'orienter vers des sonorités plus pop et conventionnelles. Enfin, nous pouvons citer le DJ deadmau5, principal entête de la progressive house aujourd'hui, notamment avec strobe et ghosts 'n' Stuff, qu'il a réalisé en partenariat avec Rob Swire en 2010.

## Caractéristiques
Le genre est distinctement britannique et accompagné de sons de type trance et harmoniques issus de synthétiseurs. Il inclut des éléments de dub, deep house, Italo house, de gros riffs et une longueur générale. Le tempo oscille typiquement entre 120 et 134 battements par minute. Le style se différencie de la dream trance et de la trance vocale de par son manque d'accord anthémique et de tambours. L'intensité est ajoutée par la superposition des couches sonores. Les phrases se caractérisent typiquement par la superposition de deux mesures et débute souvent par une mélodie ou rythme nouveau (nouvelle) ou différent(e).